# Karanggondang (Mlonggo)
Karanggondang is een bestuurslaag in het regentschap Jepara van de provincie Midden-Java, Indonesië. Karanggondang telt 15.452 inwoners (volkstelling 2010).